# Damalis calicutensis
Damalis calicutensis är en tvåvingeart som beskrevs av Joseph och Parui 1990. Damalis calicutensis ingår i släktet Damalis och familjen rovflugor. Inga underarter finns listade i Catalogue of Life.